# Tetranchyroderma quadritentaculatum
Tetranchyroderma quadritentaculatum is een buikharige uit de familie Thaumastodermatidae. Het dier komt uit het geslacht Tetranchyroderma. Tetranchyroderma quadritentaculatum werd in 1992 voor het eerst wetenschappelijk beschreven door Todaro, Balsamo & Tongiorgi. 